# Frank-Lothar Hossfeld
Frank-Lothar Hossfeld (* 19. Juni 1942 in Metz, Frankreich; † 2. November 2015 in Bonn) war ein römisch-katholischer Theologe. Er gehörte zu den führenden alttestamentlichen Bibelwissenschaftlern in Deutschland.

## Leben
Frank-Lothar Hossfeld studierte von 1961 bis 1966 Katholische Theologie an der Universität Trier und empfing 1966 in Trier die Priesterweihe und war Priester des Bistums Trier. Von 1967 bis 1969 wirkte er als Kaplan in Herdorf/Sieg. Von 1969 bis 1973 war er Doktorand an der Universität Regensburg, dann bis 1976 wissenschaftlicher Assistent am Seminar für biblische Zeitgeschichte und Biblische Hilfswissenschaften der Westfälischen Wilhelms-Universität in Münster. 1976 wurde er an der Universität Regensburg mit der Dissertation „Untersuchungen zu Komposition und Theologie des Ezechielbuches“ zum Dr. theol. promoviert. 1981 habilitierte er sich an der Universität Regensburg im Fach Exegese des Alten Testaments. Das Thema der Habilitationsschrift lautete: „Der Dekalog. Seine späten Fassungen, die originale Komposition und seine Vorstufen“.
Von 1982 bis 2009 war er Professor für alttestamentliche Wissenschaft an der Rheinischen Friedrich-Wilhelms-Universität Bonn. Er war Geschäftsführender Direktor der Katholisch-Theologischen Fakultät (1984–1986) sowie Dekan (1986–1988) und Prodekan (1986–1990) der Katholisch-Theologischen Fakultät der Bonner Universität. Von 1998 bis 2004 war er Wahlsenator an der Rheinischen Friedrich-Wilhelms-Universität Bonn.

## Wirken
In den letzten Jahren arbeitete Hossfeld vor allem in der Psalmenforschung. Herausragend ist der Psalmenkommentar, der in Zusammenarbeit mit Erich Zenger (Münster) entstand. Bisher erschienen zwei Bände in der Reihe „Herders Theologischer Kommentar zum Alten Testament“. Seit Anfang 2010 war er Leiter eines von der Deutschen Forschungsgemeinschaft finanzierten Projektes zur „Theologie des Psalters“ an der Universität Bonn.
Frank Lothar Hossfeld war Fachberater der dritten Auflage des Lexikon für Theologie und Kirche für den Bereich Altes Testament. Er war bis 2009 Mitherausgeber der Bonner Biblischen Beiträge (BBB) und Mitherausgeber der Stuttgarter Biblischen Beiträge (SBB). Er gehörte von 1992 bis 1999 dem Wissenschaftlichen Beirat des Katholischen Bibelwerkes (KBW) in Stuttgart an; von 2000 bis 2008 war er Vorsitzender des KBW. Er war Mitglied des Deutschen Ökumenischen Studienausschusses (Arbeitsgemeinschaft Christlicher Kirchen in Deutschland e. V.) von 1984 bis 2012 sowie seit 1990 Mitglied des Ökumenischen Arbeitskreises evangelischer und katholischer Theologie (ÖAK).
Er war von 1992 bis 1999 Mitglied des Graduiertenkollegs „Interkulturelle religiöse bzw. religionsgeschichtliche Studien“ unter der Leitung von Hans Waldenfels vom Fundamentaltheologischen Seminar der Kath.-Theol. Fak. der Universität Bonn. Von 1999 bis 2005 war er Teilprojektleiter am Sonderforschungsbereich 534 „Judentum – Christentum. Konstituierungs- und Differenzierungsprozesse in Geschichte und Gegenwart“ unter der Leitung von Josef Wohlmuth vom Dogmatischen Seminar der Katholisch-theologischen Fakultät der Universität Bonn.